# Jacques Quétard de La Porte
 Jacques Quétard de la Porte , né le 5 décembre 1746 à Orléans (Loiret), mort le 10 septembre 1822 à Chaingy (Loiret), est un général français de la Révolution et de l’Empire.

## États de service
Il entre en service le 4 septembre 1768, dans le corps de la gendarmerie dite de « Lunéville », compagnie de Flandre, et après avoir fait les campagnes de Flandre, il est congédié le 1er octobre 1771.
Il reprend du service le 9 octobre 1791, en tant que lieutenant-colonel du 1er bataillon de volontaires du Loiret. Envoyé à l’armée du Nord, il combat successivement sous les ordres de Rochambeau, Luckner, Dillon, Dumouriez Dampierre, Custine et Houchard.
Le 26 juin 1794, il participe à la bataille de Fleurus, et il est nommé chef de brigade le 21 novembre 1794, à la 36e demi-brigade de bataille, devenue 84e demi-brigade le 12 mai 1796. Il se trouve au siège de Kehl et il est blessé à la main droite le 22 novembre 1796, lors d’une sortie.
En 1797, il est envoyé à l'armée d’Angleterre, sous les ordres du général Desaix, puis il rejoint l’armée d’Helvétie, sous les ordres de  Schauenburg en janvier 1798. Le 21 avril 1797, il déploie la plus grande valeur lors de la traversée du Rhin à Kilstett, voyant le plus grand désordre dans les rangs des troupes françaises, il s’élance sur le pont, rallie ses braves un instant ébranlés, marche à l’ennemi, et arrête la colonne qui lui est opposée, ce qui lui vaut les éloges du général Moreau. 
Il est promu général de brigade le 23 juin 1799, et le 7 octobre 1799, il soutient le général Heudelet, forcé à la retraite par les Russes, où à la tête de sa brigade, il charge l’ennemi avec impétuosité, le culbute et parvient à rétablir la ligne qui avait été rompue. En mai 1800, il commande Lucerne, et il est mis en non activité le 8 août 1802, à la dissolution de l’armée d’Helvétie.
Le 23 septembre 1802, il prend un commandement dans la 8e division militaire à Marseille, et il est fait chevalier de la Légion d’honneur le 11 décembre 1803, avant d’être affecté dans la 15e division militaire le 13 décembre suivant à Caen. Il est élevé au grade de commandeur de la Légion d’honneur le 14 juin 1804.
Le 29 juillet 1806, il est mis à la disposition du vice-roi, pour être employé en Dalmatie. Envoyé au dépôt d’infanterie de l’armée de Naples, il prend le commandement du département du Taro le 18 mars 1809. Le 1er janvier 1810, il commande l’Istrie, et il est créé baron de l’Empire le 14 juin 1810. Le 9 décembre 1813, il est désigné par décret impérial, commandant d’armes à Naarden, où il reste jusqu’au 12 mai 1814. De retour dans ses foyers le 25 juin 1814, il est mis en non activité en juillet 1814.
Lors de la première restauration, le roi Louis XVIII, le fait chevalier de Saint-Louis, et il est admis à la retraite le 1er août 1815.
Il meurt le 10 septembre 1822, à Chaingy (Loiret).

## Donataire
- 15 août 1810, rente de 4 000 francs, sur la ville de Rome.

## Armoiries
| Figure | Nom du baron et blasonnement |
| ------ | --- |
|        | Armes du baron Jacques Quétard de La Porte et de l'Empire, décret du 15 août 1809, lettres patentes du 14 juin 1810, commandeur de la Légion d'honneur Écartelé ; au premier d'azur à huit étoiles d'or ; quatre, trois et un ; au deuxième des barons tirés de l'armée ; au troisième de gueules au lion d'argent ; au quatrième d'azur au coq d'or - Livrées : les couleurs de l'écu. |

## Sources
- (en) « Generals Who Served in the French Army during the Period 1789 - 1814: Eberle to Exelmans »
- Thierry Pouliquen, « Les généraux français et étrangers ayant servis [sic] dans la Grande Armée » (consulté le 23 octobre 2014)
- « La noblesse d’Empire » (consulté le 23 octobre 2014)
- « Cote LH/2248/25 », base Léonore, ministère français de la Culture
- A. Lievyns, Jean Maurice Verdot, Pierre Bégat, Fastes de la Légion-d'honneur, biographie de tous les décorés accompagnée de l'histoire législative et réglementaire de l'ordre, Bureau de l’administration, janvier 1844, 529 p. (lire en ligne), p. 443.
- Vicomte Révérend, Armorial du premier empire, tome 4, Honoré Champion, libraire, Paris, 1897, p. 100.
- Alain Duran, Grands notables du Premier Empire, Loiret, librairie Guénégaud, Paris, 2012, p. 273
- Georges Six, Dictionnaire biographique des généraux & amiraux français de la Révolution et de l'Empire (1792-1814), Paris : Librairie G. Saffroy, 1934, 2 vol., p. 339